# Tallós Endre
Tallós Endre (Budapest, 1924. április 9. – Budapest, 1971. november 16.) magyar színművész.

## Életpályája
1945-ben végzett a Filmgyár stúdiójában, majd a Madách Kamaraszínház tagja lett. Két évig a József Attila Színház, majd a kaposvári Csiky Gergely Színház színésze volt. 1959-ben a szolnoki Szigligeti Színházban lépett fel, majd haláláig a Madách Színház tagja volt. 1971-ben hunyt el.

## Magánélete
Felesége Szerdahelyi Tünde volt. Lányaikː Tallós Andrea és Tallós Rita, színésznők.

## Főbb színházi szerepei
- Jágó (Shakespeare: Othello)
- Orsino (Shakespeare: Vízkereszt)
- Philostrat; Zuboly (Shakespeare: Szentivánéji álom)
- Guildenstern (Shakespeare: Hamlet)
- Tatár (Gorkij: Éjjeli menedékhely)
- A kormányzó (Brecht: A kaukázusi krétakör)
- Krügel (Gogol: Hamiskártyások)
- Abdulin, kereskedő (Gogol: A revizor)
- Ruy Blas (Victor Hugo: Ruy Blas (A királyasszony lovagja))
- Iordache (Caragiale: Farsang)
- Ernő (Csiky Gergely: A nagymama)
- Darvas Károly (Csiky Gergely: Mákvirágok (Ingyenélők)
- Joó Sándor (Darvas József: Kormos ég)
- Simpson (Jacobi Viktor: Leányvásár)

## Filmes és televíziós szerepei
- Így jöttem (1964)
- Szegénylegények (1966)
- Bors (1968)
- Egri csillagok (1968)
- Falak (1968)
- Régi idők mozija (1971)